# Vincent Bohuš
Vincent Bohuš (14. května 1900 Štefanová – 17. dubna 1990 Trenčín) byl slovenský a československý politik a poúnorový poslanec Národního shromáždění ČSR za Stranu slobody. Později pronásledovaný a vězněný.

## Biografie
Profesně působil jako pedagog a včelař. Po únorovém převratu v roce 1948 patřil k frakci tehdejší Strany slobody loajální vůči Komunistické straně Československa, která v Straně slobody převzala moc a proměnila ji na spojence komunistického režimu. Ve volbách do Národního shromáždění roku 1948 získal mandát v parlamentu za volební kraj Trenčín. V parlamentu zasedal do konce funkčního období, tedy do voleb v roce 1954.
Od konce roku 1954 se Bohuš, tehdy ve funkci místopředsedy strany, snažil spolu s dalšími vedoucími funkcionáři posílit její aktivity a zvýšit počet členů. Tomu oponovala jiná skupina vedoucích funkcionářů. Vnitrostranická debata se dostala do rukou vládnoucí KSČ (respektive slovenské KSS). Následoval soudní proces, v němž byl Bohuš a další předáci Strany slobody odsouzeni v červenci 1956 k dlouhým trestům (Bohuš byl odsouzen na 11 let). Podle soudu měl „připravovat zvrat lidově demokratického zřízení republiky a obnovení kapitalistické ČSR.“